# Chasseurs de La Réunion
Les compagnies de chasseurs de La Réunion étaient des troupes locales de l'île de La Réunion, au début du XIXe siècle. Créées par le capitaine général des établissements français en Inde, Decaen, par un arrêté du 10 brumaire An XII, elles remplaçaient le corps des volontaires de Bourbon, licencié le du 9 vendémiaire an XII (2 octobre 1803) ou le 1er brumaire an XII (24 octobre 1803), selon les sources.

## Habillement
L'uniforme des chasseurs de La Réunion, fixé par l'arrêté de création, était composé d'un habit-veste, de drap vert, retroussis et revers de même couleur ; collet et parements de couleur chamois, boutons blancs ; gilet et pantalon de nankin blanc ou jaune ; petites guêtres noires ou de toile bleue ; cravate blanche, épaulettes blanches, un shako pour « coëffure ».
Les officiers avaient le même uniforme, à l'exception de la veste, portée longue, et de bottes « à la hussarde ».